# ناتىء عظمي رباطي
ناتئٌ عَظْمِيٌّ رِباطِيّ  (بالإنجليزية: Syndesmophyte)‏، هو نمو عظمي ينشأ داخل الأربطة، ويظهر عادةً في أربطة العمود الفقري، وخاصةً الرباط بين الفقرات؛ مما يؤدي إلى التحام الفقرات. النتوئات العظمية الرباطية تشبه على المستوى المرضي النابتة العظمية. مرضى التهاب الفقار القسطي أكثر عُرضةً لحدوث النواتئ. كما أنها شائعة في المرضى الذين خضعوا لجراحة في الظهر أو غيرها من الضغوط المزمنة على أربطة العمود الفقري.